# وینو دسک
شهر وینو دسک (به فرانسوی: وینو دسک) در شهرستان نور (فرانسه) در ناحیه شمال کاله با جمعیت ۶۱٬۱۵۱ نفر در کشور فرانسه واقع شده‌است